# Slovenien i Eurovision Song Contest 2016

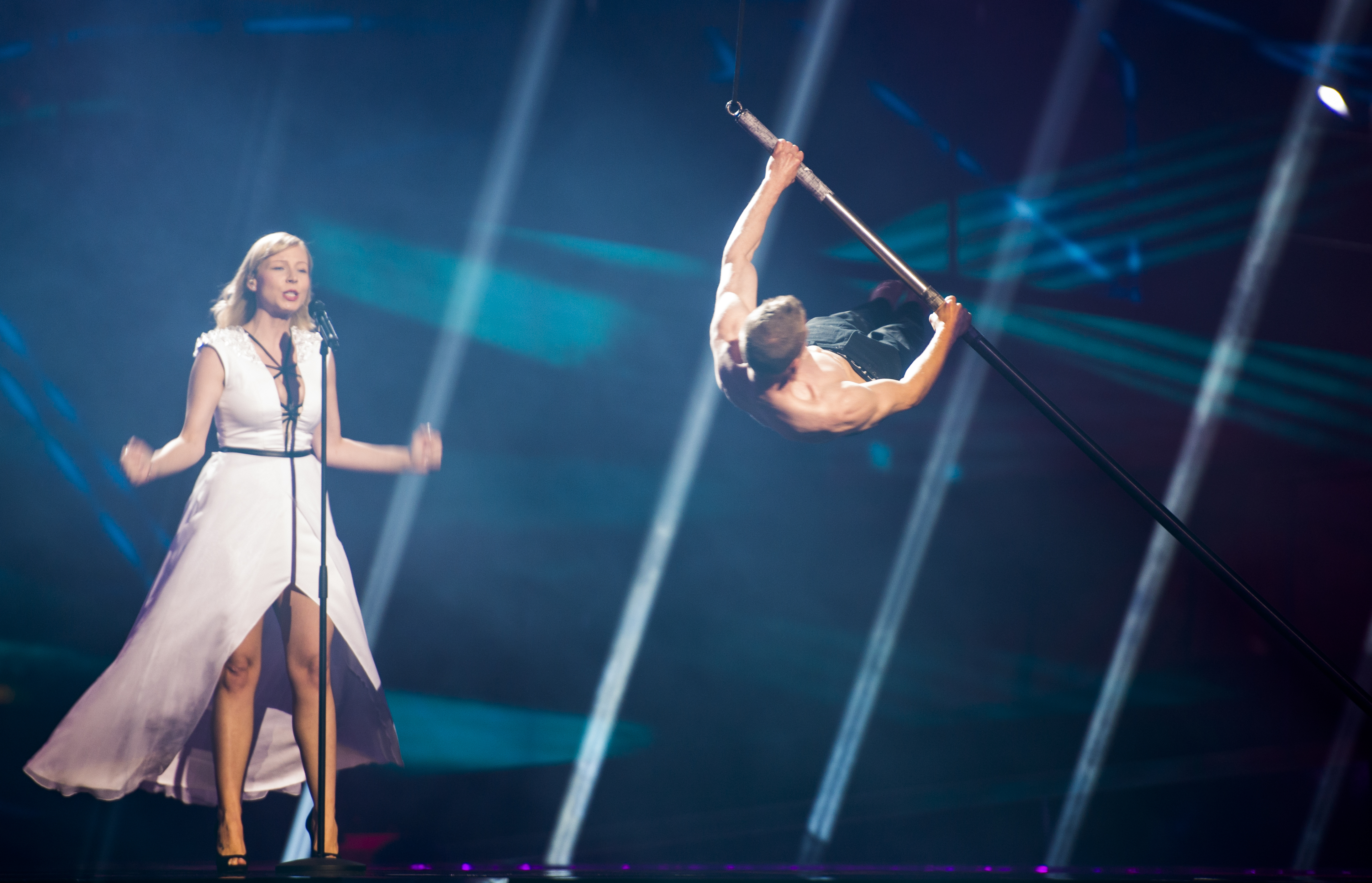

Slovenien deltog i Eurovision Song Contest 2016 i Stockholm, Sverige. ManuElla med låten "Blue and Red" representerade landet.

## Bakgrund
14 september 2015 bekräftade RTV SLO sitt deltagande.

## Format
10 bidrag deltog i finalen som bestod av två omgångar. I första omgången framförde alla tio sitt bidrag, i omgång två framträdde de två artister som fått flest poäng från första omgången. Där utsågs vinnaren.

## Finalen

### Första omgången
Bidragen med gul bakgrund gick vidare till omgång 2.
| Nr | Artist               | Sång                 |
| -- | -------------------- | -------------------- |
| 1  | Anja Baš             | "What If"            |
| 2  | Žan Serčič           | "Summer Story"       |
| 3  | Anja Kotar           | "Too Cool"           |
| 4  | San Di EGO           | "Brez tebe"          |
| 5  | D Base               | "Spet živ"           |
| 6  | Regina               | "Alive in Every Way" |
| 7  | ManuElla             | "Blue and Red        |
| 8  | Raiven               | "Črno bel"           |
| 9  | Nuša Derenda         | "Tip Top"            |
| 10 | Sebastijan Lukovnjak | "Tales of Tomorrow"  |

### Superfinal (Omgång 2)
| Nr | Artist   | Sång           | Telefonröster | Placering |
| -- | -------- | -------------- | ------------- | --------- |
| 1  | ManuElla | "Blue and Red" | 3 865         | 1         |
| 2  | Raiven   | "Črno bel"     | 3 738         | 2         |

## Under ESC
Landet deltog i SF2 där man inte lyckades nå finalen.